# FM 미야자키

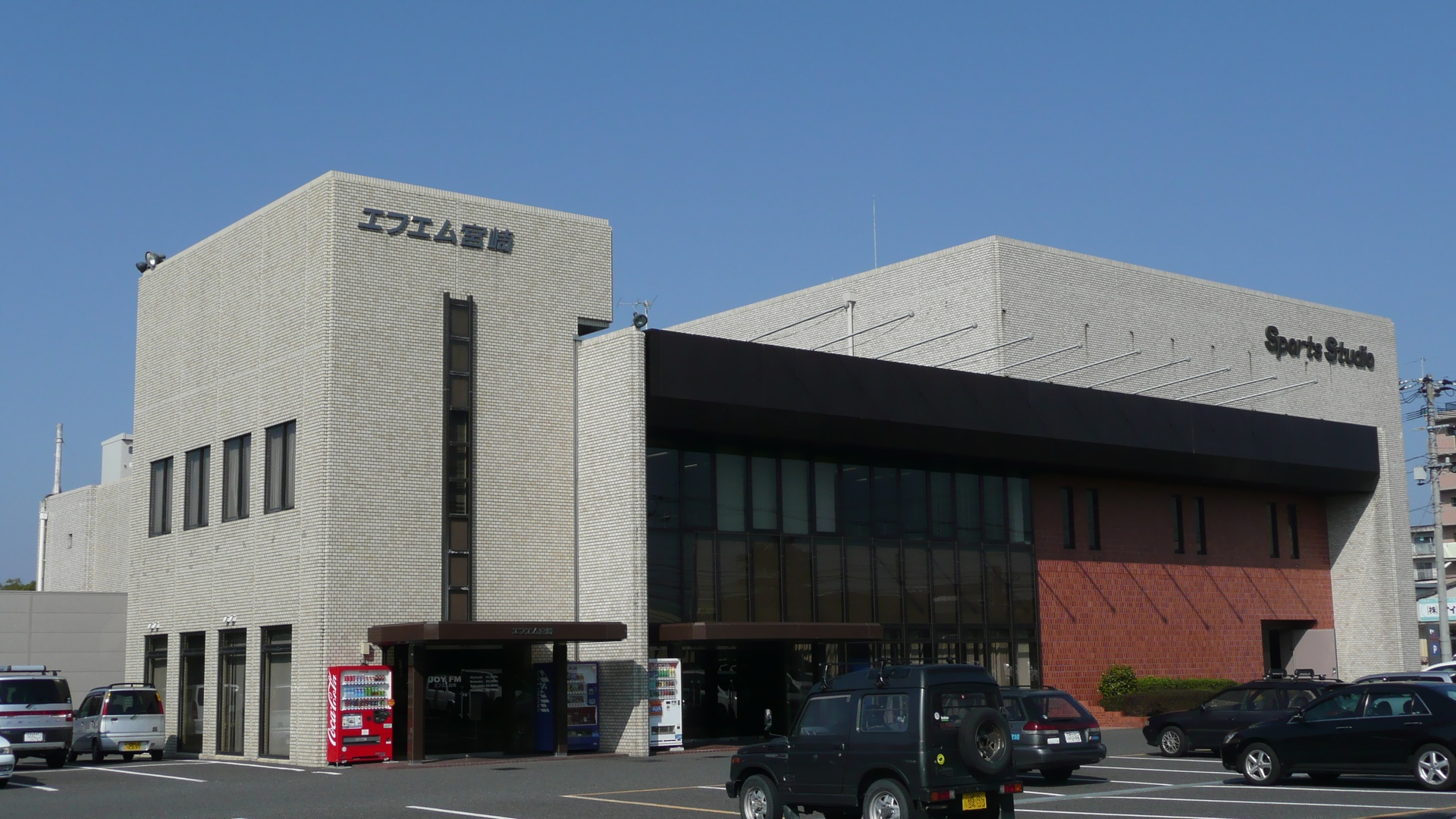
FM 미야자키 본사 (및 UMK 스포츠 스튜디오)

FM미야자키는 일본의 FM라디오 방송국으로 미야자키현에서 방송을 실시하고 있다.
JFN에 가맹했으며 애칭은 JOY FM, 콜사인은 JOMU-FM이다.

## 연혁
- 1984년 5월 4일 - 회사설립.
- 1984년 11월 8일　- 본면허 교부.
- 1984년 11월 10일　- 서비스 방송 개시.
- 1984년 12월 1일 - 일본 12번째 FM방송국으로 개국(규슈·오키나와 지역에서는 4번째 FM방송국으로 개국).
- 1986년 4월 9일 - 다카치호 중계국 개국.
- 1986년 11월 25일 - 구시마 중계국 개국.
- 1994년 12월 - 애칭을 「JOY FM」으로 결정.

## 주파수
- 미야자키 방송국:83.2 MHz(출력:1kW)
- 노베오카 중계국:89.5 MHz(출력:200W)
- 다카치호 중계국:84.9 MHz(출력:100W)
- 구시마 중계국:80.7 MHz(출력:10W)

## 현내 방송국
- NHK 미야자키 방송국
- 미야자키 방송(MRT)(TV는 도쿄 방송 계열,라디오는 JRN·NRN 계열)
- TV 미야자키(UMK)(후지 TV·니혼 TV·TV 아사히 계열)